# Alexander Andrejewitsch Raspletin

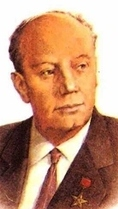
A. A. Raspletin

Alexander Andrejewitsch Raspletin (russisch Александр Андреевич Расплетин; * 12. Augustjul. / 25. August 1908greg. in Rybinsk; † 8. März 1967 in Moskau) war ein russischer Funktechniker, Kybernetiker und Raketenkonstrukteur.

## Leben
Raspletins Vater Andrei Alexandrowitsch Raspletin war Kaufmann und Besitzer eines Kleidergeschäfts. Er wurde nach der Oktoberrevolution im Sommer 1918 nach der Niederschlagung des Aufstands von Jaroslawl erschossen, da er für seinen versteckten Bruder Konstantin gehalten wurde.
Während seines Besuchs der neunjährigen Lunatscharski-Schule in Rybinsk (1918–1926) begeisterte sich Raspletin für die Funktechnik, baute sich ein Radio eigener Konstruktion und gründete und leitete einen Funktechnik-Kreis an der Schule, als 1924 die Amateurfunkbewegung legalisiert wurde und die erste Zeitschrift Radio erschien. Im Blasorchester der Schule spielte er das Baritonhorn. 1925 wurde er Mitglied des Büros der städtischen Gesellschaft der Funkamateure, die ihn zum Sektionsvorsitzenden für Kurzwellen wählte (1926–1929). Er war einer der ersten offiziell registrierten Funkamateure und Führer der Amateurfunkbewegung in Rybinsk.
Nach dem Schulabschluss 1926 arbeitete Raspletin als Heizer im Rybinsker Kraftwerk. Im Juni 1927 wurde er Elektriker im Lager 34 des Volkskommissariats für Militär- und Marineangelegenheiten. 1928 baute er sich eine Sendeanlage und trat in Funkverbindung mit vielen Ländern. Als Delegierter nahm er im Dezember 1928 an der 1. Allrussischen Konferenz der Kurzwellenfunker in Moskau teil. Im Februar 1929 begann er als Radiomechaniker zu arbeiten und wurde bald Leiter der Kino- und Radiobasis der Rybinsker Abteilung für Volksbildung.
1930 kam Raspletin auf Einladung seines Funkamateur-Freundes Theodor Gauchman nach Leningrad und begann am 14. Februar seine Arbeit als Radiomechaniker im Quarz-Laboratorium an der Komintern-Radiofabrik. Daneben begann er ein Abendstudium am Schwachstrom-Technikum. Bald gehörte das Quarz-Laboratorium zum Leningrader Zentralen Radiolaboratorium. Dort führte er seine ersten Entwicklungen zur Anwendung von Schwingquarzen durch. 1931 heiratete er seine Arbeitskollegin Olga Tweritina, mit der er 1932 den Sohn Wiktor bekam.
Nach dem Abschluss des Technikumstudiums 1932 mit Auszeichnung begann Raspletin das Abendstudium am Leningrader Elektrotechnik-Institut (LETI). Er arbeitete nun im Fernsehlaboratorium von Alexander Lwowitsch Minz, verbesserte die mechanischen und elektronischen Systeme und wurde bald Gruppenleiter. Am 30. April 1934 erhielt er seine erste Erfinderanerkennung für sein Gerät zur Synchronisation im Fernsehen. Mit seinem Diplomprojekt zur Steuerung und Synchronisation in Apparaten hoher Qualität schloss er 1936 sein LETI-Studium ab. Das Zentrale Radiolaboratorium wurde nun Teil des Leningrader Physikalisch-Technischen Instituts (LFTI), das 1935–1942 das nichtöffentliche Forschungsinstitut NII-9 war. Dort leitete Raspletin zusammen mit Wladimir Konstantinowitsch Kenigson (1903–1952) die Entwicklung des Fernsehers KVN-49. Raspletin arbeitete an einer Anlage zur Luftfahrt-Fernsehaufklärung. Er entwickelte 1938–1940 die Fernseher TE-1 mit 1,0 m × 1,2 m-Bildschirm und TE-2 mit 2 m × 3 m-Bildschirm, deren Produktion 1940–1941 begann. Daneben hielt er Vorträge und Vorlesungen im Leningrader Radioklub, die dann auch im Druck erschienen.
Nach Beginn des Deutsch-Sowjetischen Krieges wurde Raspletin mit den Mitarbeitern des NII-9 zum Aufbau der Luga-Verteidigungslinie geschickt. Nach Beginn der Leningrader Blockade war Raspletin Anfang September 1941 an der Umstellung des UKW-Senders auf Kurzwellenbetrieb und dann an der Organisation der Produktion kleiner Funkstationen beteiligt. Auf seinen Vorschlag wurde im Januar 1942 für die Flugabwehr ein Fernsehübertragungssystem mit einer RUS-2-Radarstation an der Leningrader Front entwickelt. Am 26. Februar 1942 wurde Raspletin mit seiner Arbeitsgruppe auf der Straße des Lebens nach Krasnojarsk evakuiert. Raspletins Frau und Mutter starben während der Blockade. In Krasnojarsk führte er die Forschung und Entwicklung für ein Luftraumüberwachungssystem fort.
Im September 1942 wurde die Raspletin-Gruppe nach Moskau ins Konstruktionsbüro des Allunionsinstituts für Elektrotechnik versetzt. Dort war Raspletin wissenschaftlicher Leiter der Entwicklung eines Leitsystems für Jagdflugzeuge. Im November 1943 wurde Raspletin mit seiner Gruppe als Laboratorium Nr. 13 in das im Juli 1943 auf Initiative Axel Iwanowitsch Bergs als Allrussisches Forschungsinstitut WNII-108 gegründete Zentrale Forschungsinstitut für Radiotechnik in Moskau aufgenommen, wo er seine Entwicklung fortsetzte. Gleichzeitig wurde auf der Basis des britischen Monica-Systems ein System für Bomber zur Warnung vor rückwärtigen Angriffen entwickelt und ab Ende 1944 produziert. Ein weiteres System mit Fernsehempfängern in Jagdflugzeugen wurde bei der Blockade Breslaus eingesetzt. 1945 wurde er Mitglied der KPdSU.
Nach dem Kriege studierte Raspletin die deutsche Radartechnik sowie die Mittel zur elektronischen Kampfführung in der Sowjetischen Besatzungszone. Er war nun Chefkonstrukteur für die Artillerieaufklärung. Daneben setzte er seine Entwicklungen für das zivile Fernsehen fort, die zum sowjetischen PAL-Standard führten. Am 7. März 1947 verteidigte er seine Dissertation für die Promotion zum Kandidaten der technischen Wissenschaften.
Ende August 1950 wurde Raspletin als Leiter der Radar-Abteilung in das neue Konstruktionsbüro KB-1 versetzt. Er war nun Vizechefkonstrukteur der ersten sowjetischen Flugabwehrrakete S-25 Berkut neben dem anderen Vizechefkonstrukteur Sergo Lawrentjewitsch Beria (Sohn Lawrenti Berias) und dem Chefkonstrukteur Pawel Nikolajewitsch Kuksenko. Die weiteren Arbeiten führten zum Radarsystem B-200 und schließlich zum Flugabwehrraketensystem S-300 mit Gruppenantenne.
Nach der Verhaftung Lawrenti Berias und der Absetzung Kuksenkos wurde Raspletin im Mai 1953 Chefkonstrukteur des erweiterten Berkut-Systems S-25. 1956 wurde er zum Doktor der technischen Wissenschaften promoviert. 1958 wurde er zum Korrespondierenden Mitglied der Akademie der Wissenschaften der UdSSR (AN-SSSR, seit 1991 Russische Akademie der Wissenschaften (RAN)) gewählt. Ende 1960 wurde er Generalkonstrukteur des KB-1. Sein bisheriges Versuchskonstruktionsbüro (OKB) wurde nun von seinem Stellvertreter Boris Wassiljewitsch Bunkin geleitet. 1964 wurde Raspletin Vollmitglied der AN-SSSR.
Unter Raspletins Leitung waren nach dem System S-25 die Systeme S-75, S-125, S-200 und S-300 entstanden. Daneben wurde das Raketenabwehrsystem S-225 entwickelt. In Zusammenarbeit mit dem OKB-52 unter Wladimir Nikolajewitsch Tschelomei beteiligte sich Raspletin an der Entwicklung der Oko-Frühwarnsatelliten und des Radarfrühwarnsystems SPRN.
Raspletin starb nach einem Schlaganfall und wurde auf dem Moskauer Nowodewitschi-Friedhof begraben.
1976 benannte die Internationale Astronomische Union den Mondkrater Raspletin am Innenrand des Kraters Gagarin auf der Mondrückseite nach Raspletin. Alle drei Jahre verleiht das Präsidium der RAN die Raspletin-Goldmedaille für hervorragende Arbeit im Bereich der industriellen Kontrollsysteme. Raspletins Namen tragen der Almas-Antei-Rüstungskonzern und eine Straße in Moskau und in Rybinsk.

## Ehrungen, Preise
- Medaille „Für die Verteidigung Leningrads“
- Medaille „Für heldenmütige Arbeit im Großen Vaterländischen Krieg 1941–1945“
- Stalinpreis II. Klasse (1951 zusammen mit Nikolai Nikolajewitsch Alexejew)[11]
- Held der sozialistischen Arbeit (1956)[1]
- Leninorden (1956)
- Leninpreis (1958)